# Coupe du monde de futsal de 1992
Navigation
1989 1996
La Coupe du monde de futsal de 1992 est la seconde édition de la Coupe du monde de futsal de la Fédération internationale de football association (FIFA). Elle se déroule à Hong Kong du 15 au 28 novembre 1992 et voit le Brésil conserver son titre face aux États-Unis.
L'organisation est confiée à l'une des fédérations les plus petites de la FIFA et s'avère positif. Comme lors de l'édition précédente, les sélections participantes sont au nombre de seize : six européennes, trois sud-américaines, trois asiatiques, deux nord-américaines, une africaine et une océanienne.
Cette compétition se caractérise par le niveau homogène des équipes en course. Quatre continents différents sont représentés au stade des demi-finales. Si le Brésil confirme sa mainmise sur la discipline, la sélection iranienne est une surprise de taille en s'adjugeant la quatrième place.

## Préparation de l'évènement

### Désignation du pays organisateur
L'organisation est confiée à l'une des fédérations les plus petites de la FIFA, Hong Kong.

### Villes retenues et salles
En tant que lieux, seules deux salles dans la ville de Kowloon sont choisies. Le Hong Kong Coliseum est le lieu principal de la Coupe du monde, avec un total de 24 matchs, y compris les demi-finales et les finales. Situé dans le quartier Hung Hom de Kowloon City, il ouvre ses portes en 1983 et a une capacité de 10 500 places.
Le deuxième lieu est le Kowloon Park Sports Center à Kowloon Park à Tsim Sha Tsui (district de Yau Tsim Mong). La salle peut accueillir environ 250 spectateurs.
| Hong Kong                            | Hong Kong                                 |
| ------------------------------------ | ----------------------------------------- |
| Hung Hom                             | Tsim Sha Tsui                             |
| Hong Kong Coliseum Capacité : 10 500 | Kowloon Park Sports Center Capacité : 500 |
| Hong Kong Coliseum                   | Kowloon Park Sports Center                |

## Acteurs

### Équipes qualifiées
Au total 26 nations se positionnent pour prendre part à la Coupe du monde 1992. L'Océanie et l'Amérique du Sud organise un tournoi qualificatif pour la Coupe du monde 1992. L'Europe et l'Asie forme deux groupes pour deux épreuves qualificatives séparées.
D'Asie, la Chine et l'Iran se qualifient, respectivement opposés au Japon-Thaïlande et Oman-Koweït. En Océanie, l'Australie prend le dessus sur la Nouvelle-Zélande et le Vanuatu. En Amérique du Sud, seules quatre équipes concourent pour les trois sièges disponibles. En fin de compte, l’Équateur échoue. En Europe, des deux groupes de qualification, chacun avec cinq équipes, les trois premiers se qualifient. Hong Kong, en tant que pays hôte, le Nigeria, les États-Unis et le Costa-Rica sont invités par la FIFA. L'équipe de Yougoslavie ne prend pas part à la compétition en raison de la guerre de Yougoslavie, elle est remplacée par la Belgique.
Pour le Costa Rica, Hong Kong, l'Iran, le Nigeria, la Pologne, la Russie et la Chine, c'était leur première participation à une phase finale de la Coupe du monde de futsal de la FIFA.
Chaque équipe est composée de douze joueurs dont deux gardiens de but.
| Carte                                                                                             | Europe (UEFA, qualification) 6 places                                                                                  | Amérique du Sud (CONMEBOL, qualification) 3 places                  | Asie (AFC, qualification) 3 places dont une au pays hôte  |
| ------------------------------------------------------------------------------------------------- | --- | ------------------------------------------------------------------- | --------------------------------------------------------- |
| Planisphère représentant les pays dont les équipes se sont qualifiées pour la Coupe du monde 1992 | - Belgique : 2e phase finale - Espagne : 2e - Italie : 2e - Pays-Bas : 2e - Pologne : 1re - Russie : 1re - Yougoslavie | - Argentine : 2e phase finale - Brésil : 2e - Paraguay : 2e         | - Chine : 1re phase finale - Hong Kong : 1re - Iran : 1re |
| Océanie (OFC, qualification) 1 place                                                              | - Belgique : 2e phase finale - Espagne : 2e - Italie : 2e - Pays-Bas : 2e - Pologne : 1re - Russie : 1re - Yougoslavie | Amérique du Nord, centrale et Caraïbes (CONCACAF, invités) 2 places | Afrique (CAF, invité) 1 place                             |
| - Australie : 2e phase finale                                                                     | - Belgique : 2e phase finale - Espagne : 2e - Italie : 2e - Pays-Bas : 2e - Pologne : 1re - Russie : 1re - Yougoslavie | - Costa Rica : 1re phase finale - États-Unis : 2e                   | - Nigeria : 1re phase finale                              |

### Joueurs
Vingt-cinq joueurs ou entraîneurs participant à cette Coupe du monde de futsal 1992 ont déjà participé à une compétition de la FIFA. Quinze ont pris part uniquement à la Coupe du monde de futsal de 1989, dont les deux Hollandais Victor Hermans, meilleur joueur trois ans plus tôt devenu sélectionneur de l'équipe de Hong Kong, et l'entraîneur adjoint de la sélection batave Nico Spreij, sélectionneur du Zimbabwe en 1989.
Dans l'équipe du Nigeria, six joueurs participent à une Coupe du monde de football des moins de 20 ans. Obi Christian termine troisième en 1985, Okpara Williams joue en 1987 et quatre autres joueurs sont finalistes en 1989, dont le sélectionneur Olatunde Disu. Deux américains et le Chinois Wang Jun  prennent part aux JO de Séoul 1988, le Nord-américain Hernan Borja fait lui les JO 1984. Le joueur des États-Unis Mike Windischmann est le seul à avoir pris part à une Coupe du monde de football, en 1990 en Italie, en plus des JO 1988 et de celle de futsal 1989.
La moyenne d'âge des participants est de 26,6 ans. L'équipe des États-Unis est la délégation la plus âgée avec une moyenne de 29,8 ans tandis que la Chine et le Nigeria sont les plus jeunes avec 23 années de moyenne.

### Arbitres
| Liste des arbitres | Liste des arbitres         | Liste des arbitres |
| Confédération      | Nom                        | Nation             |
| ------------------ | -------------------------- | ------------------ |
| UEFA               | Carlos Silva Valente       |                    |
| UEFA               | Václav Krondl              |                    |
| UEFA               | Juan Ansuategui Roca       |                    |
| UEFA               | László Vágner              |                    |
| CONMEBOL           | Manoel F. Serapiäo         |                    |
| CONMEBOL           | Hernán Silva Arce          |                    |
| CONMEBOL           | Sabino Farina Céspedes     |                    |
| AFC                | Samuel Chan Yam Ming       |                    |
| AFC                | Hossein Asgari             |                    |
| CONCACAF           | Jorge G. Cantillano Castro |                    |
| CAF                | Ali Hussein Mousa          |                    |
| OCF                | Kenneth Wallace            |                    |

Douze arbitres officient lors de cette seconde édition de la Coupe du monde de futsal. Chacun représente un pays différent. Il y a quatre arbitres européen, trois sud-américains, deux asiatiques, complétés par un Costaricain, un Égyptien et un Néozélandais.
Ils sont tous des arbitres de football traditionnel à onze. Cela est reproché en fin de compétition devant leurs difficultés à intégrer, en aussi peu de temps, les règles spécifiques du futsal. Durant chaque rencontre, il y a un arbitre central, un arbitre de touche et un chronométreur.

## Compétition

### Format et tirage au sort
Les équipes sont réparties en quatre groupes de quatre sélections, disputés en tournoi toutes rondes. Les deux premiers de chaque groupe se qualifient pour une seconde phase de poule à deux groupes. Ceux-ci déterminent les quatre équipes pour les demi-finales, jouées en matchs à élimination directe. En phase de groupe, deux points sont attribués pour une victoire, un point pour un match nul et aucun pour une défaite.
Le tirage au sort est effectué le 12 juin 1992. Il désigne les quatre groupes indiqués ci-dessous. La compétition commence le 15 novembre 1992 à quinze heures. Le premier tour se clôture le 21 novembre par le dernier match de groupe. Le second tour a lieu les 23-24-25 puis les demi-finales le 27, et enfin la finale le 28.
| Groupe 1                            | Groupe 2                      | Groupe 3                             | Groupe 4                        |
| ----------------------------------- | ----------------------------- | ------------------------------------ | ------------------------------- |
| Argentine Hong Kong Nigeria Pologne | Iran Italie Pays-Bas Paraguay | Australie Belgique Brésil Costa Rica | Chine Espagne États-Unis Russie |

### Premier tour

#### Groupe A
| Équipe    | J | V | N | D | Bp | Bc | Diff | Pts |
| --------- | - | - | - | - | -- | -- | ---- | --- |
| Argentine | 3 | 3 | 0 | 0 | 11 | 5  | +6   | 6   |
| Pologne   | 3 | 2 | 0 | 1 | 11 | 9  | +2   | 4   |
| Hong Kong | 3 | 1 | 0 | 2 | 7  | 7  | 0    | 2   |
| Nigeria   | 3 | 0 | 0 | 3 | 7  | 15 | -8   | 0   |

| Sélectionneur : |
| Andrej Goral    |

| Sélectionneur : |
| Victor Hermans  |

| Sélectionneur : |
| Andrej Goral    |

| Sélectionneur : |
| Victor Hermans  |

| Sélectionneur :  |
| Vicente De Luise |

| Sélectionneur : |
| Disu Olatunte   |

| Sélectionneur :  |
| Vicente De Luise |

| Sélectionneur : |
| Disu Olatunte   |

| Sélectionneur :  |
| Vicente De Luise |

| Sélectionneur : |
| Victor Hermans  |

| Sélectionneur :  |
| Vicente De Luise |

| Sélectionneur : |
| Victor Hermans  |

| Sélectionneur : |
| Andrej Goral    |

| Sélectionneur : |
| Disu Olatunte   |

| Sélectionneur : |
| Andrej Goral    |

| Sélectionneur : |
| Disu Olatunte   |

| Sélectionneur : |
| Victor Hermans  |

| Sélectionneur : |
| Disu Olatunte   |

| Sélectionneur : |
| Victor Hermans  |

| Sélectionneur : |
| Disu Olatunte   |

| Sélectionneur :  |
| Vicente De Luise |

| Sélectionneur : |
| Andrej Goral    |

| Sélectionneur :  |
| Vicente De Luise |

| Sélectionneur : |
| Andrej Goral    |

#### Groupe B
| Équipe   | J | V | N | D | Bp | Bc | Diff | Pts |
| -------- | - | - | - | - | -- | -- | ---- | --- |
| Iran     | 3 | 2 | 0 | 1 | 18 | 13 | +5   | 4   |
| Pays-Bas | 3 | 2 | 0 | 1 | 7  | 7  | 0    | 4   |
| Italie   | 3 | 1 | 0 | 2 | 15 | 16 | -1   | 2   |
| Paraguay | 3 | 1 | 0 | 2 | 14 | 18 | -4   | 2   |

| Sélectionneur : |
| Ron Groenewood  |

| Sélectionneur :      |
| Mohammed Mayelikohan |

| Sélectionneur : |
| Ron Groenewood  |

| Sélectionneur :      |
| Mohammed Mayelikohan |

| Sélectionneur :  |
| Vasco Tagliavini |

| Sélectionneur :                |
| Joel Elias Villalba Jovellanos |

| Sélectionneur :  |
| Vasco Tagliavini |

| Sélectionneur :                |
| Joel Elias Villalba Jovellanos |

| Sélectionneur :      |
| Mohammed Mayelikohan |

| Sélectionneur :  |
| Vasco Tagliavini |

| Sélectionneur :      |
| Mohammed Mayelikohan |

| Sélectionneur :  |
| Vasco Tagliavini |

| Sélectionneur :                |
| Joel Elias Villalba Jovellanos |

| Sélectionneur : |
| Ron Groenewood  |

| Sélectionneur :                |
| Joel Elias Villalba Jovellanos |

| Sélectionneur : |
| Ron Groenewood  |

| Sélectionneur : |
| Ron Groenewood  |

| Sélectionneur :  |
| Vasco Tagliavini |

| Sélectionneur : |
| Ron Groenewood  |

| Sélectionneur :  |
| Vasco Tagliavini |

| Sélectionneur :      |
| Mohammed Mayelikohan |

| Sélectionneur :                |
| Joel Elias Villalba Jovellanos |

| Sélectionneur :      |
| Mohammed Mayelikohan |

| Sélectionneur :                |
| Joel Elias Villalba Jovellanos |

#### Groupe C
Pratiquant un jeu cohérent mais agrémenté d'éclairs de génie individuels, les Brésiliens signent une première phase parfaite. Au sein du Groupe C, qu'ils partageent avec l'Australie, la Belgique et le Costa Rica, ils alignent des statistiques de haut niveau : trois matches, trois victoires, 23 buts marqués pour un seul encaissé, sur penalty.
| Équipe     | J | V | N | D | Bp | Bc | Diff | Pts |
| ---------- | - | - | - | - | -- | -- | ---- | --- |
| Brésil     | 3 | 3 | 0 | 0 | 23 | 1  | +22  | 6   |
| Belgique   | 3 | 2 | 0 | 1 | 8  | 8  | 0    | 4   |
| Australie  | 3 | 1 | 0 | 2 | 9  | 11 | -2   | 2   |
| Costa Rica | 3 | 0 | 0 | 3 | 9  | 29 | -20  | 0   |

| Sélectionneur :         |
| Eustaquio Afonso Araujo |

| Sélectionneur : |
| James Roberts   |

| Sélectionneur :         |
| Eustaquio Afonso Araujo |

| Sélectionneur : |
| James Roberts   |

| Sélectionneur : |
| Damian Knabben  |

| Sélectionneur :             |
| Jose Alberto Cubero Carmona |

| Sélectionneur : |
| Damian Knabben  |

| Sélectionneur :             |
| Jose Alberto Cubero Carmona |

| Sélectionneur :         |
| Eustaquio Afonso Araujo |

| Sélectionneur :             |
| Jose Alberto Cubero Carmona |

| Sélectionneur :         |
| Eustaquio Afonso Araujo |

| Sélectionneur :             |
| Jose Alberto Cubero Carmona |

| Sélectionneur : |
| Damian Knabben  |

| Sélectionneur : |
| James Roberts   |

| Sélectionneur : |
| Damian Knabben  |

| Sélectionneur : |
| James Roberts   |

| Sélectionneur : |
| James Roberts   |

| Sélectionneur :             |
| Jose Alberto Cubero Carmona |

| Sélectionneur : |
| James Roberts   |

| Sélectionneur :             |
| Jose Alberto Cubero Carmona |

| Sélectionneur :         |
| Eustaquio Afonso Araujo |

| Sélectionneur : |
| Damian Knabben  |

| Sélectionneur :         |
| Eustaquio Afonso Araujo |

| Sélectionneur : |
| Damian Knabben  |

#### Groupe D
| Équipe     | J | V | N | D | Bp | Bc | Diff | Pts |
| ---------- | - | - | - | - | -- | -- | ---- | --- |
| Espagne    | 3 | 2 | 1 | 0 | 18 | 15 | +3   | 5   |
| États-Unis | 3 | 2 | 0 | 1 | 18 | 9  | +9   | 4   |
| Russie     | 3 | 1 | 1 | 1 | 20 | 16 | +4   | 3   |
| Chine      | 3 | 0 | 0 | 3 | 7  | 23 | -16  | 0   |

| Sélectionneur : |
| Javier Lozano   |

| Sélectionneur : |
| Wusheng Qi      |

| Sélectionneur : |
| Javier Lozano   |

| Sélectionneur : |
| Wusheng Qi      |

| Sélectionneur : |
| John Kowalski   |

| Sélectionneur : |
| Semen Anddreev  |

| Sélectionneur : |
| John Kowalski   |

| Sélectionneur : |
| Semen Anddreev  |

| Sélectionneur : |
| Semen Anddreev  |

| Sélectionneur : |
| Wusheng Qi      |

| Sélectionneur : |
| Semen Anddreev  |

| Sélectionneur : |
| Wusheng Qi      |

| Sélectionneur : |
| Javier Lozano   |

| Sélectionneur : |
| John Kowalski   |

| Sélectionneur : |
| Javier Lozano   |

| Sélectionneur : |
| John Kowalski   |

| Sélectionneur : |
| Javier Lozano   |

| Sélectionneur : |
| Semen Anddreev  |

| Sélectionneur : |
| Javier Lozano   |

| Sélectionneur : |
| Semen Anddreev  |

| Sélectionneur : |
| John Kowalski   |

| Sélectionneur : |
| Wusheng Qi      |

| Sélectionneur : |
| John Kowalski   |

| Sélectionneur : |
| Wusheng Qi      |

### Second tour

#### Groupe E
Au deuxième tour, les Brésiliens sont opposés aux États-Unis, à l'Argentine et aux Pays Bas. Imprenables, les tenants du titre franchissent l'obstacle en expédiant les Argentins (5-1) et les Néerlandais (6-1) et en concédant le nul face aux Américains (2-2).
| Équipe     | J | V | N | D | Bp | Bc | Diff | Pts |
| ---------- | - | - | - | - | -- | -- | ---- | --- |
| Brésil     | 3 | 2 | 1 | 0 | 13 | 4  | +9   | 5   |
| États-Unis | 3 | 1 | 2 | 0 | 11 | 8  | +3   | 4   |
| Pays-Bas   | 3 | 1 | 1 | 1 | 8  | 10 | -2   | 3   |
| Argentine  | 3 | 0 | 0 | 3 | 5  | 15 | -10  | 0   |

| Sélectionneur :         |
| Eustaquio Afonso Araujo |

| Sélectionneur : |
| John Kowalski   |

| Sélectionneur :         |
| Eustaquio Afonso Araujo |

| Sélectionneur : |
| John Kowalski   |

| Sélectionneur : |
| Ron Groenewood  |

| Sélectionneur :  |
| Vicente De Luise |

| Sélectionneur : |
| Ron Groenewood  |

| Sélectionneur :  |
| Vicente De Luise |

| Sélectionneur :         |
| Eustaquio Afonso Araujo |

| Sélectionneur :  |
| Vicente De Luise |

| Sélectionneur :         |
| Eustaquio Afonso Araujo |

| Sélectionneur :  |
| Vicente De Luise |

| Sélectionneur : |
| John Kowalski   |

| Sélectionneur : |
| Ron Groenewood  |

| Sélectionneur : |
| John Kowalski   |

| Sélectionneur : |
| Ron Groenewood  |

| Sélectionneur : |
| John Kowalski   |

| Sélectionneur :  |
| Vicente De Luise |

| Sélectionneur : |
| John Kowalski   |

| Sélectionneur :  |
| Vicente De Luise |

| Sélectionneur :         |
| Eustaquio Afonso Araujo |

| Sélectionneur : |
| Ron Groenewood  |

| Sélectionneur :         |
| Eustaquio Afonso Araujo |

| Sélectionneur : |
| Ron Groenewood  |

#### Groupe F
| Équipe   | J | V | N | D | Bp | Bc | Diff | Pts |
| -------- | - | - | - | - | -- | -- | ---- | --- |
| Iran     | 3 | 3 | 0 | 0 | 10 | 4  | +6   | 6   |
| Espagne  | 3 | 2 | 0 | 1 | 14 | 10 | +4   | 4   |
| Belgique | 3 | 1 | 0 | 2 | 9  | 10 | -1   | 2   |
| Pologne  | 3 | 0 | 0 | 3 | 4  | 13 | -9   | 0   |

| Sélectionneur :      |
| Mohammed Mayelikohan |

| Sélectionneur : |
| Andrej Goral    |

| Sélectionneur :      |
| Mohammed Mayelikohan |

| Sélectionneur : |
| Andrej Goral    |

| Sélectionneur : |
| Javier Lozano   |

| Sélectionneur : |
| Damian Knabben  |

| Sélectionneur : |
| Javier Lozano   |

| Sélectionneur : |
| Damian Knabben  |

| Sélectionneur :      |
| Mohammed Mayelikohan |

| Sélectionneur : |
| Javier Lozano   |

| Sélectionneur :      |
| Mohammed Mayelikohan |

| Sélectionneur : |
| Javier Lozano   |

| Sélectionneur : |
| Damian Knabben  |

| Sélectionneur : |
| Andrej Goral    |

| Sélectionneur : |
| Damian Knabben  |

| Sélectionneur : |
| Andrej Goral    |

| Sélectionneur :      |
| Mohammed Mayelikohan |

| Sélectionneur : |
| Damian Knabben  |

| Sélectionneur :      |
| Mohammed Mayelikohan |

| Sélectionneur : |
| Damian Knabben  |

| Sélectionneur : |
| Javier Lozano   |

| Sélectionneur : |
| Andrej Goral    |

| Sélectionneur : |
| Javier Lozano   |

| Sélectionneur : |
| Andrej Goral    |

### Phase finale

#### Tableau
|  | Demi-finales     | Demi-finales     |                        |   | Finale           | Finale           |
|  | Demi-finales     | Demi-finales     |                        |   | Finale           | Finale           |
|  |                  |                  |                        |   |                  |                  |
|  | 27 novembre 1992 | 27 novembre 1992 |                        |   | 28 novembre 1992 | 28 novembre 1992 |
|  | 27 novembre 1992 | 27 novembre 1992 |                        |   | 28 novembre 1992 | 28 novembre 1992 |
|  | Brésil           | 4                |                        |   | 28 novembre 1992 | 28 novembre 1992 |
|  | Brésil           | 4                |                        |   | 28 novembre 1992 | 28 novembre 1992 |
|  | Espagne          | 1                |                        |   | 28 novembre 1992 | 28 novembre 1992 |
|  | Espagne          | 1                | Brésil                 | 4 |                  |                  |
|  | 27 novembre 1992 |                  | Brésil                 | 4 |                  |                  |
|  |                  | États-Unis       | 1                      |   |                  |                  |
|  | Iran             | États-Unis       | 1                      | 2 |                  |                  |
|  | Iran             |                  |                        | 2 |                  |                  |
|  | États-Unis       | 4                |                        |   |                  |                  |
|  | États-Unis       | 4                | Match pour la 3e place |   |                  |                  |
|  |                  |                  |                        |   |                  |                  |
|  | 28 novembre 1992 |                  |                        |   |                  |                  |
|  |                  |                  |                        |   |                  |                  |
|  | Iran             | 6                |                        |   |                  |                  |
|  | Iran             | 6                |                        |   |                  |                  |
|  | Espagne          | 9                |                        |   |                  |                  |
|  | Espagne          | 9                |                        |   |                  |                  |

#### Demi-finales
En demi-finale, malgré l'ampleur du score (4-1), les Brésiliens doivent faire face à un sursaut d'orgueil de l'Espagne.
| Sélectionneur :         |
| Eustaquio Afonso Araujo |

| Sélectionneur : |
| Javier Lozano   |

| Sélectionneur :         |
| Eustaquio Afonso Araujo |

| Sélectionneur : |
| Javier Lozano   |

| Sélectionneur :      |
| Mohammed Mayelikohan |

| Sélectionneur : |
| John Kowalski   |

| Sélectionneur :      |
| Mohammed Mayelikohan |

| Sélectionneur : |
| John Kowalski   |

#### Troisième place
| Sélectionneur :      |
| Mohammed Mayelikohan |

| Sélectionneur : |
| Javier Lozano   |

| Sélectionneur :      |
| Mohammed Mayelikohan |

| Sélectionneur : |
| Javier Lozano   |

#### Finale
En finale, les États-Unis, privés de deux pions essentiels (Woodberry et Revine), ne peuvent rien faire pour endiguer la force de frappe auriverde. Le score, 4-1, parle de lui-même. Le trophée est donc logiquement allé à une formation qui a gagné 7 de ses 8 matches, marqué 44 fois et encaissé 7 buts. Les stars de l'équipe dirigée par « Taco » Araújo se nomment Vander (capitaine), Ortiz et Manoel Tobias.
| Sélectionneur :         |
| Eustaquio Afonso Araujo |

| Sélectionneur : |
| John Kowalski   |

| Sélectionneur :         |
| Eustaquio Afonso Araujo |

| Sélectionneur : |
| John Kowalski   |

## Statistiques et récompenses

### Classement des équipes
- Champion du monde
- Vice-champion du monde
- Troisième
- Quatrième
- Deuxième tour
- Premier tour

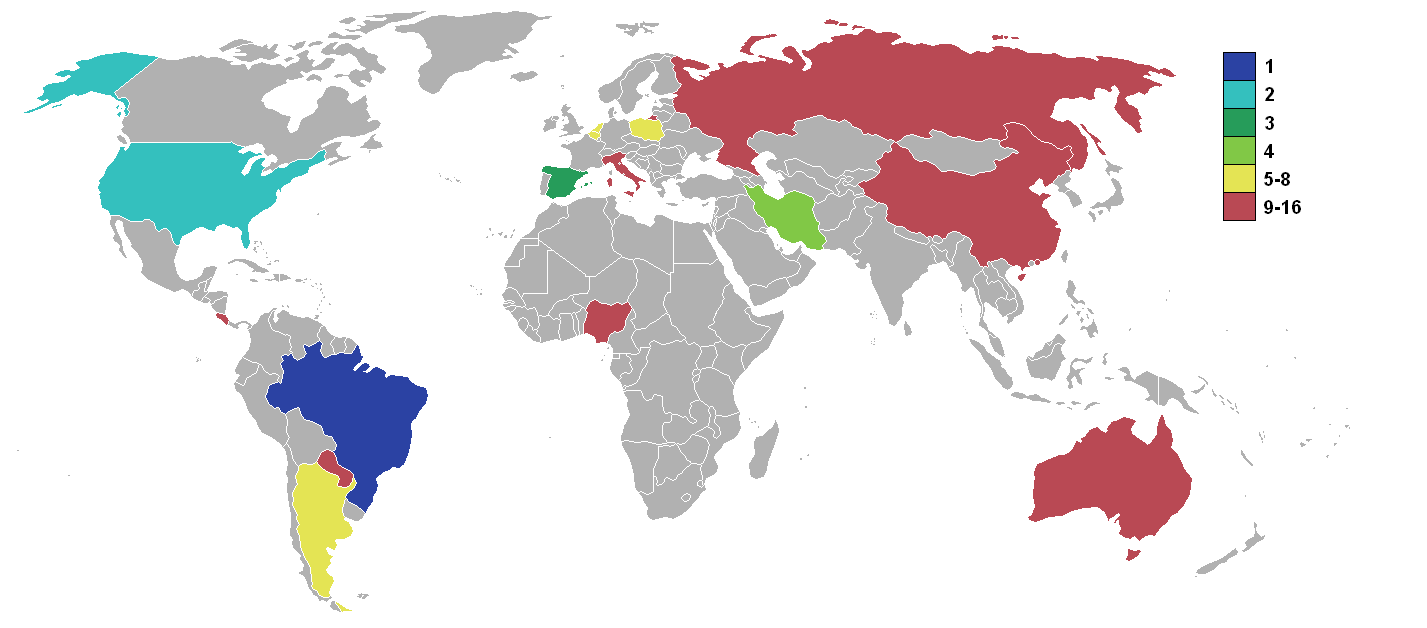
Classement de la coupe du monde :

La Coupe du monde 1992 est remportée par le Brésil devant les États-Unis et l'Espagne. Il s'agit du second titre de champion du monde des Brésiliens après celui obtenu en 1989.
Le classement complet des seize équipes ayant participé au tournoi prend en compte, en plus du stade de la compétition atteint, le nombre total de points obtenus, puis la différence de buts et enfin le nombre de buts inscrits. Le nombre de points est calculé de la même manière que pour le premier tour, à savoir en attribuant deux points pour un match gagné, un point pour un match nul et aucun point pour une défaite.
Les quatre demi-finalistes représentent tous une Confédération différente. Parmi les huit premiers, se trouvent quatre équipes européennes. La bonne tenue d'ensemble des sélections européennes se traduit aussi par le fait que seules deux d'entre elles sur six qualifiées sont dans la deuxième moitié du classement. L'Australie et le Nigeria, seuls représentants de leur continent, terminent respectivement douzième et quatorzième.
| Classement final des équipes | Classement final des équipes | Classement final des équipes | Classement final des équipes | Classement final des équipes | Classement final des équipes | Classement final des équipes | Classement final des équipes | Classement final des équipes | Classement final des équipes | Classement final des équipes |
| Place                        | Sélection                    | Stade                        | Pts                          | MJ                           | V                            | N                            | D                            | Bp                           | Bc                           | Diff                         |
| ---------------------------- | ---------------------------- | ---------------------------- | ---------------------------- | ---------------------------- | ---------------------------- | ---------------------------- | ---------------------------- | ---------------------------- | ---------------------------- | ---------------------------- |
| Médaille d'or                | Brésil                       | Vainqueur                    | 22                           | 8                            | 7                            | 1                            | 0                            | 44                           | 7                            | +37                          |
| Médaille d'argent            | États-Unis                   | Finale                       | 14                           | 8                            | 4                            | 2                            | 2                            | 34                           | 23                           | +11                          |
| Médaille de bronze           | Espagne                      | 3e place                     | 16                           | 8                            | 5                            | 1                            | 2                            | 42                           | 35                           | +7                           |
| 4                            | Iran                         | 4e place                     | 15                           | 8                            | 5                            | 0                            | 3                            | 36                           | 30                           | +6                           |
| 5                            | Pays-Bas                     | Second tour                  | 10                           | 6                            | 3                            | 1                            | 2                            | 15                           | 17                           | -2                           |
| 6                            | Belgique                     | Second tour                  | 9                            | 6                            | 3                            | 0                            | 3                            | 17                           | 18                           | -1                           |
| 7                            | Argentine                    | Second tour                  | 9                            | 6                            | 3                            | 0                            | 3                            | 16                           | 20                           | -4                           |
| 8                            | Pologne                      | Second tour                  | 6                            | 6                            | 2                            | 0                            | 4                            | 15                           | 22                           | -7                           |
| 9                            | Russie                       | Premier tour                 | 4                            | 3                            | 1                            | 1                            | 1                            | 20                           | 16                           | +4                           |
| 10                           | Hong Kong                    | Premier tour                 | 3                            | 3                            | 1                            | 0                            | 2                            | 7                            | 7                            | 0                            |
| 11                           | Italie                       | Premier tour                 | 3                            | 3                            | 1                            | 0                            | 2                            | 15                           | 16                           | -1                           |
| 12                           | Australie                    | Premier tour                 | 3                            | 3                            | 1                            | 0                            | 2                            | 9                            | 11                           | -2                           |
| 13                           | Paraguay                     | Premier tour                 | 3                            | 3                            | 1                            | 0                            | 2                            | 14                           | 18                           | -4                           |
| 14                           | Nigeria                      | Premier tour                 | 0                            | 3                            | 0                            | 0                            | 3                            | 7                            | 15                           | -8                           |
| 15                           | Chine                        | Premier tour                 | 0                            | 3                            | 0                            | 0                            | 3                            | 7                            | 23                           | -16                          |
| 16                           | Costa Rica                   | Premier tour                 | 0                            | 3                            | 0                            | 0                            | 3                            | 9                            | 29                           | -20                          |

### Statistiques générales
Trois cents sept buts sont marqués au cours des quarante matchs, soit une moyenne de 7,7 buts par rencontre.
Le Brésil a la meilleure attaque avec quarante-quatre buts marqués, devant l'Espagne (42 buts). Mais c'est la Russie qui présente la meilleure moyenne, avec 6,67 buts par match contre 5,50 buts pour les Brésiliens. Les Sud-américains ont aussi la meilleure défense avec une moyenne inférieure à un but encaissé par matchs (7 en 8 rencontres).

### Buteurs
L'Iranien Saeid Rajabi Shirazi reçoit le soulier d'or, devant le Russe Konstantin Eremenko et l'Espagnol Alvaro. Rajabi Shirazi obtient ce titre en inscrivant dix-sept buts en huit rencontres. Mais Eremenko possède le meilleur ratio avec trois buts marqués par match, quinze en seulement trois matchs, bien aidé par son septuplé. 98 joueurs différents inscrivent au moins un but dans le tournoi, dont deux gardiens de but.
Plusieurs joueurs inscrivent de nombreux buts en un même match. Eremenko marque sept unités lors du 1er tour face à la Chine (10-1). L'Argentin Gabriel Valarin porte son nom sur la feuille de match à cinq reprises face au Nigeria, aussi lors du 1er tour (6-2). Enfin, le meilleur buteur de la compétition Rajabi Shirazi inscrit les quatre buts de son équipe au second tour opposé à l'Espagne (4-2).
| Place | Joueur               | Sélection  | Buts | Matches |
| ----- | -------------------- | ---------- | ---- | ------- |
| 1     | Saeid Rajabi Shirazi | Iran       | 16   | 8       |
| 2     | Konstantin Eremenko  | Russie     | 15   | 3       |
| 3     | Alvaro               | Espagne    | 11   | 8       |
| 4     | Ortiz                | Brésil     | 10   | 8       |
| 5     | Dale Irvine          | États-Unis | 9    | 7       |
| 6     | Vander               | Brésil     | 9    | 8       |
| 7     | Manoel Tobias        | Brésil     | 8    | 8       |
| 8     | Andrea Rubei         | Italie     | 7    | 3       |
| 9     | 2 joueurs            |            | 7    | 8       |
| 11    | 2 joueurs            |            | 6    | 6       |
| 13    | 6 joueurs            |            | 5    | -       |
| 19    | 8 joueurs            |            | 4    | -       |
| 27    | 13 joueurs           |            | 3    | -       |
| 40    | 29 joueurs           |            | 2    | -       |
| 69    | 28 joueurs           |            | 1    | -       |

### Prix et équipe-type
Le Brésilien Jorginho, vainqueur du titre de meilleur joueur du tournoi, n'apparaît pas dans l'équipe-type.
L'équipe-type du tournoi se compose de l'Américain Victor Nogueira dans les cages, derrière les défenseurs Manoel Tobias (Brésil) et Hernan Borja (États-Unis). Les attaquants iraniens Saeid Rajabi Shirazi et Seyed Abtahi complètent le tableau.
Le prix du fair-play est remporté, comme en 1989, par l'équipe américaine.

## Bilan de la coupe du monde

### Bilan sportif
| Confédération | Premier tour | Second tour | Demi-finales | Finale | Victoire |
| ------------- | ------------ | ----------- | ------------ | ------ | -------- |
| CONMEBOL      | 4            | 2           | 1            | 1      | 1        |
| CONCACAF      | 2            | 1           | 1            | 1      | -        |
| UEFA          | 6            | 4           | 1            | -      | -        |
| AFC           | 3            | 1           | 1            | -      | -        |
| CAF           | 1            | -           | -            | -      | -        |
| OFC           | 1            | -           | -            | -      | -        |
| Total         | 16           | 8           | 4            | 2      | 1        |

Avant le début de la compétition, le Brésil est presque unanimement reconnu comme le favori du tournoi par les spécialistes. La sélection brésilienne est en effet championne du monde en titre. Troisième en 1989, les Américains confirment en se hissant en finale. Pour sa première participation, l'Iran surprend les observateurs en obtenant une quatrième place, après une défaite dans le match pour la 3e place contre l'Espagne, valeur sûre de l'Europe.

### Observations sur les lois du jeu
Afin d'améliorer et structurer les prochaines compétitions, des questionnaires sont soumis à chaque encadrement de sélection pendant et surtout après le tournoi. Ainsi, la demande de temps-mort par le sélectionneur plutôt que le capitaine, laisser jouer sur une relance du gardien en dehors de sa moitié de terrain interceptée par un adversaire, passer les sélections de douze à quatorze joueurs sont autant de demande formulée.
De plus, il est demandé par les entraîneurs que les arbitres sélectionnés soient rompu au futsal, afin d'éviter le temps d'adaptation aux changements de règlement pour ceux-ci, habitués à officier en football à onze traditionnel.

### Équipes
Les équipes du Brésil, d'Italie, de Hollande et du Paraguay utilisent régulièrement la totalité de leur effectif sur chaque match. Les autres équipes, à l'exception de l'Iran, font jouer de manière régulière 8-10 joueurs. L'Iran, avec quatre à cinq joueurs majeurs, possède un contingent de membres ayant joué la totalité de pratiquement tous les matches, sept joueurs sont généralement utilisés. Lors du match contre la Belgique au second tour, ils n'en ont utilisé que six.

## Aspects socio-économiques
La mascotte officielle de cette Coupe du monde est un dragon asiatique anthropomorphique. Ce dragon porte un maillot rouge et d'un short blanc. Il est accompagné du ballon de football.
L'édition 1992 est sponsorisée pour la première fois. L'entreprise Mars soutien le tournoi par sa marque Snickers. À l'image des autres compétitions FIFA, les récompenses du meilleur joueur et meilleur buteur sont sponsorisées par Adidas.